# فن أيرلندي

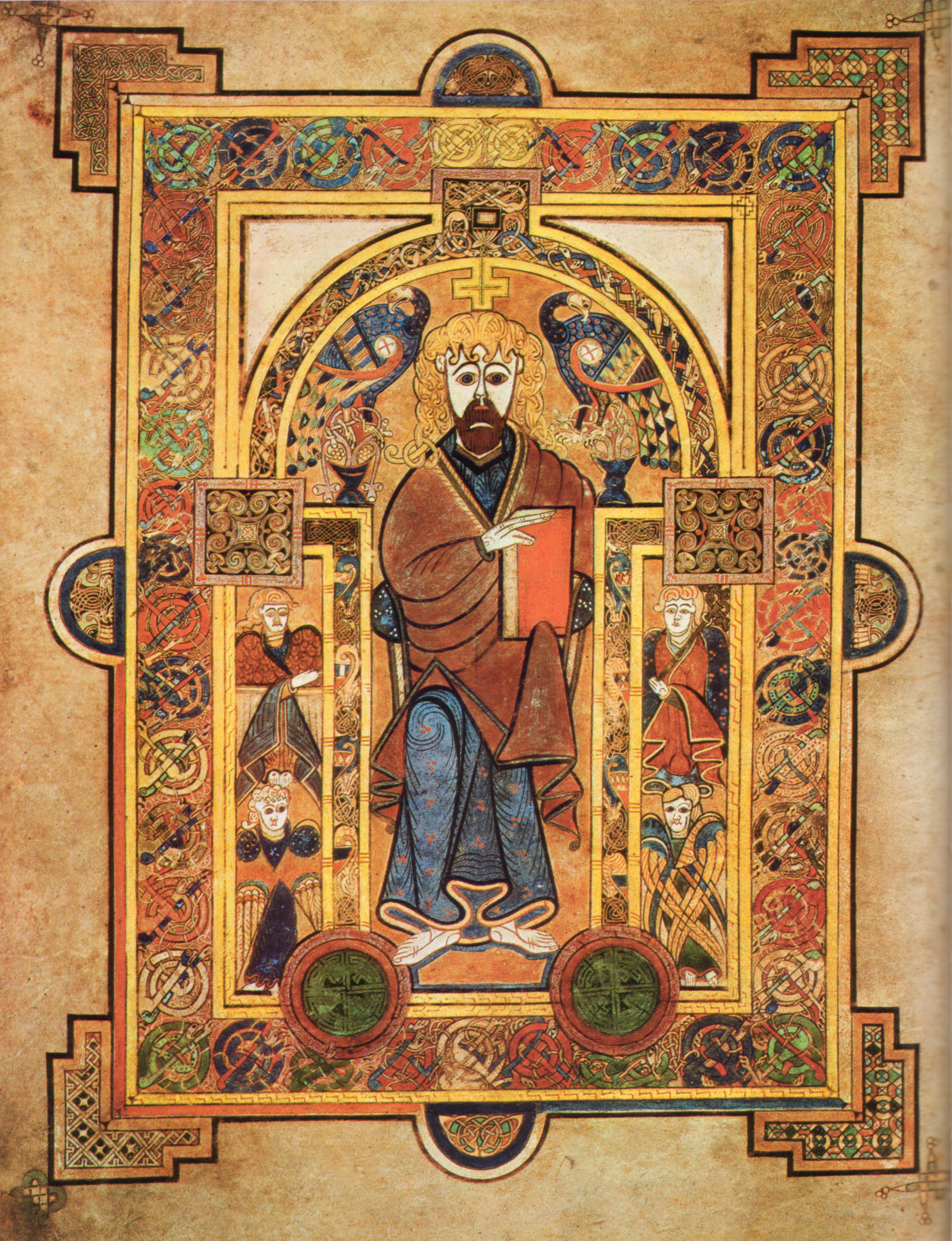
مخطوطة تتويج المسيح من كتاب كيلز (القرن التاسع)

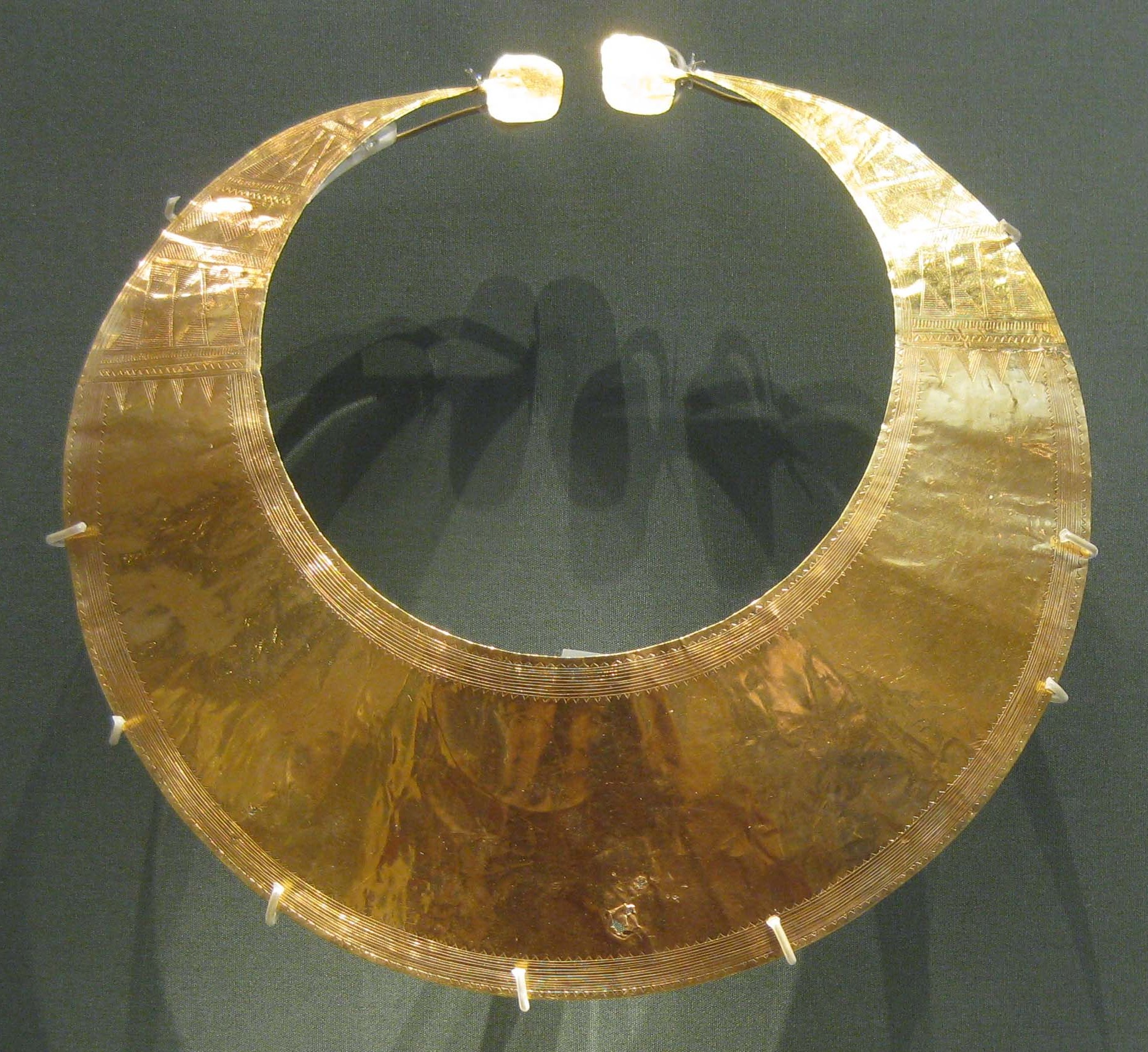
هُليل ذهبي من مدينة بليسينغتون، أيرلندا، تعود إلى العصر الحجري الحديث/العصر البرونزي المبكر، 2400- 2000 قبل الميلاد تقريبًا، المجموعة الكلاسيكية.

يبدأ تاريخ الفن الأيرلندي في القرن 3200 قبل الميلاد تقريبًا بالنقوش الحجرية التي تعود إلى العصر الحجري الحديث في مقبرة نيوغرانغ الصخرية، وهي جزء من تجمع مقابر وادي بوين التي ما زالت قائمة حتى هذا اليوم، في مقاطعة ميث. مع بداية العصر البرونزي في أيرلندا، وُجدت بعض الأدلة على حضارة القدور الجرسية وانتشار واسع لصناعة الأشغال المعدنية. ساهمت العلاقات التجارية بين بريطانيا والشمال الأوروبي في جلب حضارة لاتين والفن الكلتي إلى أيرلندا بحلول عام 300 قبل الميلاد تقريبًا، ولكن في حين تغيرت هذه الأساليب أو اختفت تحت الخضوع الروماني، تُركت أيرلندا وحدها لتعمل على تطوير التصاميم الكلتية: خصوصًا الصلبان الكلتية (شكل من أشكال الصليب المسيحي يتميز بهالة أو حلقة)، والتصاميم الحلزونية (التريسكليون أو الدوامة الثلاثية أو الرمز الكلتي)، وأنماط فن الزخرفة المتشابكة للعقد الكلتية.
في القرن الخامس الميلادي، شهد دخول المسيحية إلى أيرلندا بناء الأديرة المسيحية، التي كانت مراكز للعلوم، وأدت إلى ازدهار أسلوب الفن الجزيري باستخدام التنوير الجزيري للمخطوطات المذهبة والأدوات المعدنية والحجرية (الصلبان المرتفعة). كان الفن الأيرلندي راكدًا من ناحية الإنتاج الفني، ولم تتأثر الحضارة الأيرلندية بفن عصر النهضة مقارنة بالبلدان الأخرى.
منذ نهايات القرن السابع عشر، بدأ الفنانون الموهوبون بالانخراط في مجالات الفنون الجميلة وخصوصًا رسم البورتريه وفن التصوير الطبيعي. شهدت بدايات القرن الثامن عشر ازدهارًا واسعًا في المؤسسات الثقافية بما فيها الجمعية الملكية في دبلن (1731) والأكاديمية الملكية الأيرلندية (1786). في العصر الفكتوري، مع نقص مستوى الدعم وازدياد الفرص للسفر خارج البلاد، هاجر الكثير من الفنانين الأيرلنديين إلى لندن (رسامو البورتريه) أو باريس (فنانو التصوير الطبيعي)، ما تسبب بإخماد واقع الأجيال الناشئة من السكان الأصليين في البلاد. بدأت الأوضاع بالتحسّن مع بداية القرن العشرين، وازدادت فرص العمل في البلاد؛ شهدت حركة إحياء الكلتية اهتمامًا جديدًا في جوانب الحضارة الكلتية، وأقام هيو لين معرضه المحلي للفن الحديث، المعرض العام الأول من نوعه في العالم، ومع ازدياد الدعم، شكل جيل جديد من المواهب في البلاد والمهاجرين العائدين تدريجيًا قاعدةً ثابتةً للفن في أيرلندا. لم يغير تأسيس دولة أيرلندا المستقلة في بداية القرن العشرين حالَ الفنون البصرية بشكل ملحوظ؛ في السنوات التي تبعت الاستقلال، كانت مؤسسات الفن (المتمثلة بلجنة الأكاديمية الهيبرنية الملكية) تحت سيطرة الفنانين التقليديين الذين عارضوا بشدة المحاولات لجعل الفن الأيرلندي مواكبًا للأساليب الأوروبية المعاصرة.

## الفترة المبكرة للفن الأيرلندي

### عصور ما قبل التاريخ

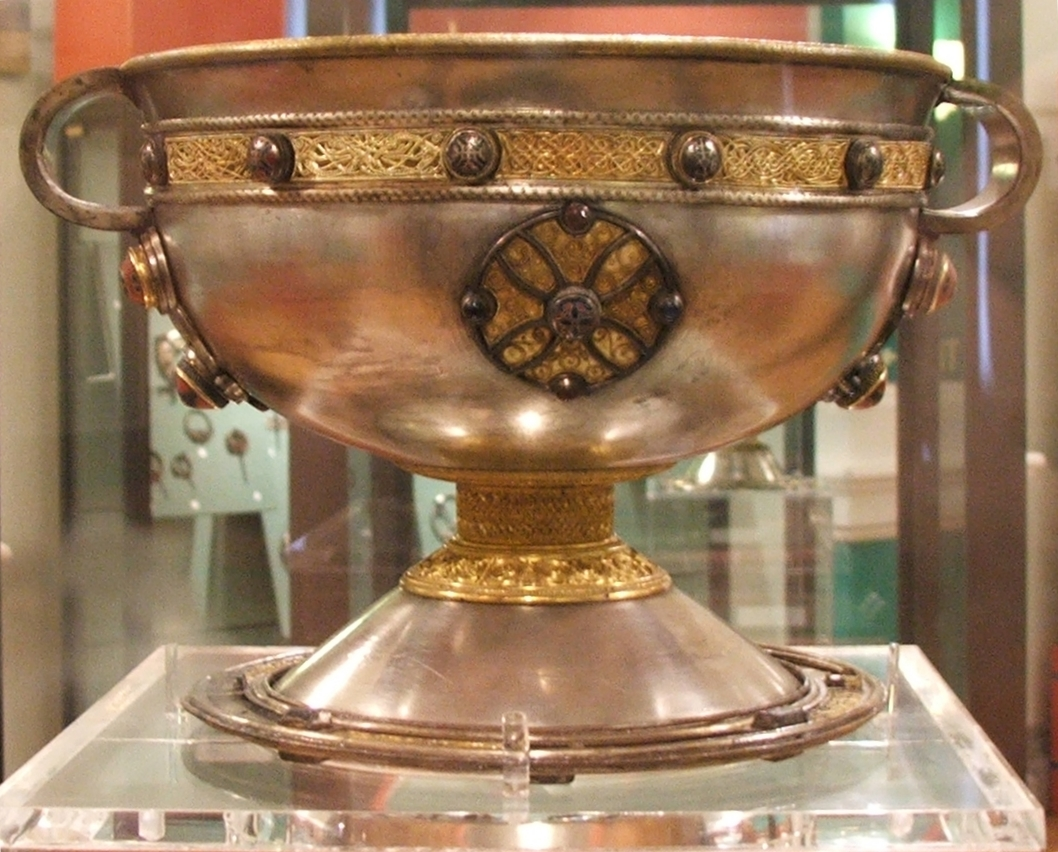
كأس الأرداغ، نحو عام 750 تقريبًا.

بدأت صناعة منتجات الحلي الذهبية الشخصية في أيرلندا في الفترة بين عامي 2200-1800 قبل الميلاد، خاصةً تلك التي تشبه شكل الهلال الرفيع المسماة الهُليل الذهبي، والتي صُنعت في أيرلندا لأول مرة على الأغلب، حيث وُجد ما يقارب الثمانين من أصل مئة من النماذج النادرة المعروفة. وُجدت أيضًا مجموعة من الحلي المزخرفة بالذهب كالأقراص والأحزمة والأشرطة، التي غالبًا ما تحتوي ثقوبًا صغيرة لتثبيتها بالملابس، بالإضافة إلى غيرها من الحلي التي تبدو كما لو أنها أقراط. وُجدت أساور وأطواق للعنق ثقيلة رفيعة في الفترة بين عامي 1400-1000 قبل الميلاد تقريبًا. شهدت نهايات العصر البرونزي بين عامي 900-600 قبل الميلاد ذروة الصياغة الذهبية الأيرلندية المتبقية من عصر ما قبل التاريخ، مع قطع بسيطة الشكل لكنها ذات تصاميم معقدة، يمكن ملاحظتها في نوع من القلائد التي تبدو كبوق ذي نهايتين ومنحنٍ بشكل دائري لتصبح فوهتاه تشيران إلى الاتجاه نفسه. هناك أيضًا سلسلة من الأطواق الذهبية الكبيرة، التي تمثل تحديثًا للهليل الذهبي، مع صفائح دائرية عند كل نهاية، وجذع عريض مضلع على شكل حرف «U»، مزين بشكل هندسي على طول حواف الأضلاع وتجويفاتها. اختفت أعمال صياغة الذهب في أثناء العصر الحديدي، باستثناء كنز برويتر المتأخر والغامض (كنز من القطع الأثرية الذهبية من العصر الحديدي يتضمن زورقًا ذهبيًا، وعصا ذهبية، ووعاء، وبعض المجوهرات الأخرى) الذي يعود إلى القرن الأول قبل الميلاد، ويبدو أنه يجمع قطعًا محلية ورومانية.
على الرغم من ميل أيرلندا إلى التشبث بقوة بالرأي الشعبي الرائج للفن الكلتي، لم يصل أسلوب حضارة هالستات الذي ساد في كثير من القارات إلى أيرلندا قط، وكان أسلوب لو تان الذي أعقبه قد وصل إلى أيرلندا في وقت متأخر جدًا، ربما منذ عام 300 قبل الميلاد تقريبًا، وخلف وراءه بقايا قليلة نسبية غالبًا ما وصفها مؤرخو الفن ومعاصروهم البريطانيون بأنها «كلتية جزيرية». لم تدم المعادن المدفونة طويلًا في ظروف أيرلندا، والذهب نادر جدًا فيها، لذا كان ما بقي من الحلي مصنوعًا من البرونز. كان تاج بيتري، وبوق لوكناشايد، ومجموعة الأقراص الغامضة من بين أكثر القطع لفتًا للأنظار. كانت الزخارف الموجودة على بعض الأغماد البرونزية، التي عُثر عليها في نهر بان، قد فتحت الباب للكثير من الأسئلة بسبب شكلها المشابه للقطع التي وُجدت في المجر، ولاحتمالية أن يكون مهاجر ما قد عاش في تلك المنطقة. يحتفظ المتحف الوطني الأيرلندي في دبلن بغالبية الاكتشافات التي عُثر عليها والتي تعود جميعها إلى عصر ما قبل التاريخ، ويُوجد بعضها في متحف ألستر في مدينة بلفاست والمتحف البريطاني في لندن.

### الفترة اللاحقة للفن الأيرلندي
في أيرلندا، «من الصعب إثبات وجود مواد لاتين المزخرفة منذ القرن الثالث وحتى القرن الخامس الميلاديين [من أيرلندا]».في الفترة بين القرنين السادس والثامن، امتزج الفن الأيرلندي المسيحي مع تقاليد بلدان البحر المتوسط وألمانيا بسبب الاتصالات التبشيرية مع الأنجلوسكسونيين، لينتج ما يسمى الفن الجزيري (أو الأسلوب الهايبر-ساكسوني) بالإضافة إلى أعمال رائعة مثل كتاب كيلز، وكأس أرداغ، وبروش تارا، وهو الأروع بين ما يقارب خمسين بروشًا كلتيًا مصنوعًا من المعادن الثمينة عُثر عليها. كان الصليب المرتفع الحجري نوعًا جزيريًا مميزًا من بين النصب التذكارية التي بقي الكثير منها. تأثر الفن الأيرلندي بعد ذلك بشبه الجزيرة الإسكندنافية بسبب الفايكنغ. لكن هذه الأساليب الجديدة اختفت بعد الغزو الروماني 1169-1170 وما تلاه من التبني الواسع للفن الرومانسكي. كان الفن الأيرلندي خلال الفترتين القوطية والرومانية بشكل أساسي تنوعًا إقليميًا للأساليب الفنية الأوروبية، مع كل الأعمال المستوردة من إنجلترا وبلدان أخرى أبعد منها، وبوجود بعض الفنانين والحرفيّين الإنجليز العاملين في أيرلندا. خضعت الكثير من التحف ذات الطراز الأيرلندي المميز التي تعود إلى الألفية الأولى، مثل الجرس أو كتاب الضريح المقدسين، للتجديد والإصلاح على الطراز المعاصر.

## مطلع العصر الحديث

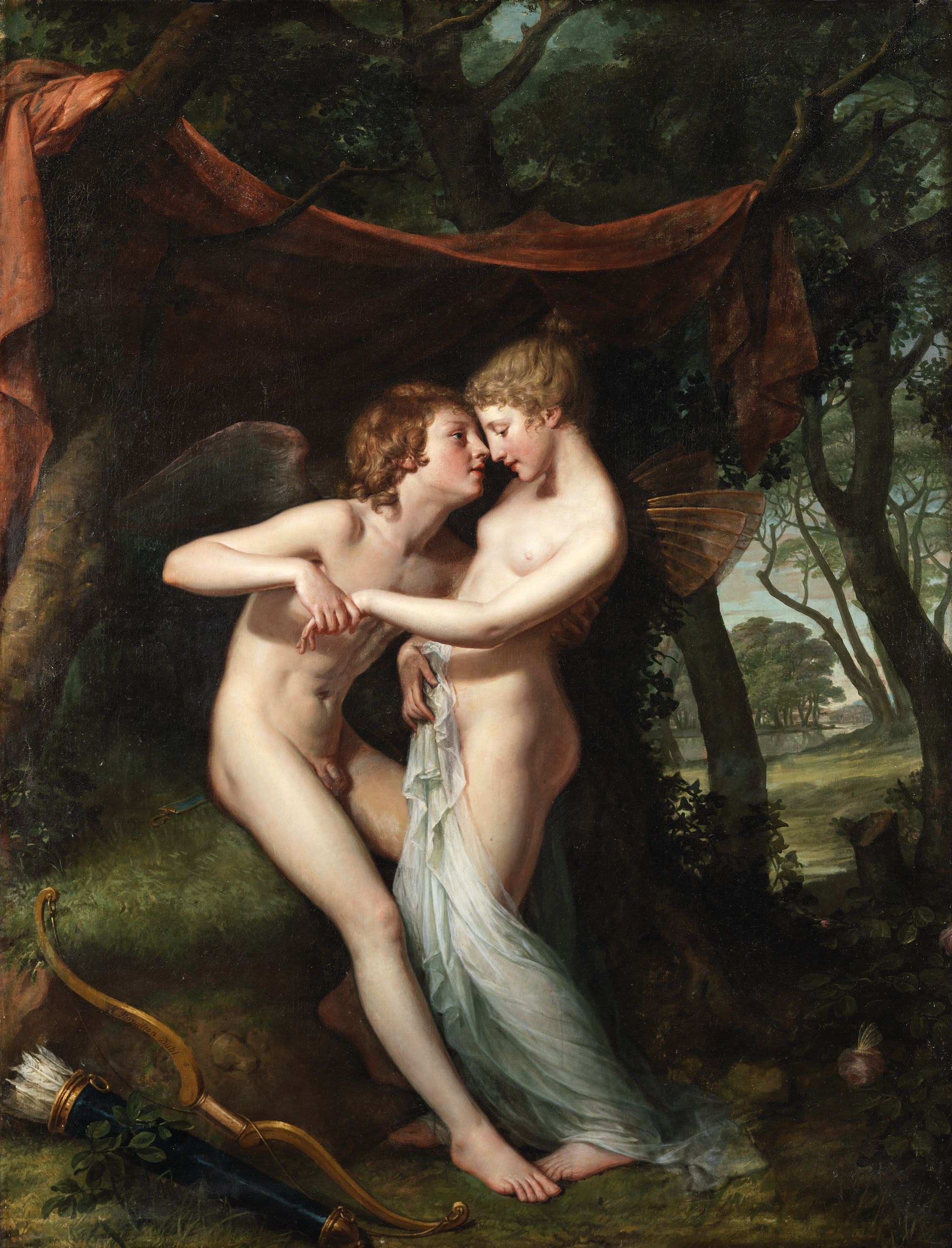
لوحة كيوبد وسايكي في كوخ الزوجية للفنان الأيرلندي هيو دوغلاس هاميلتون الذي تدرب على يد الفنان روبرت ويست في دبلن. لوحة زيتية، 1792-1793.

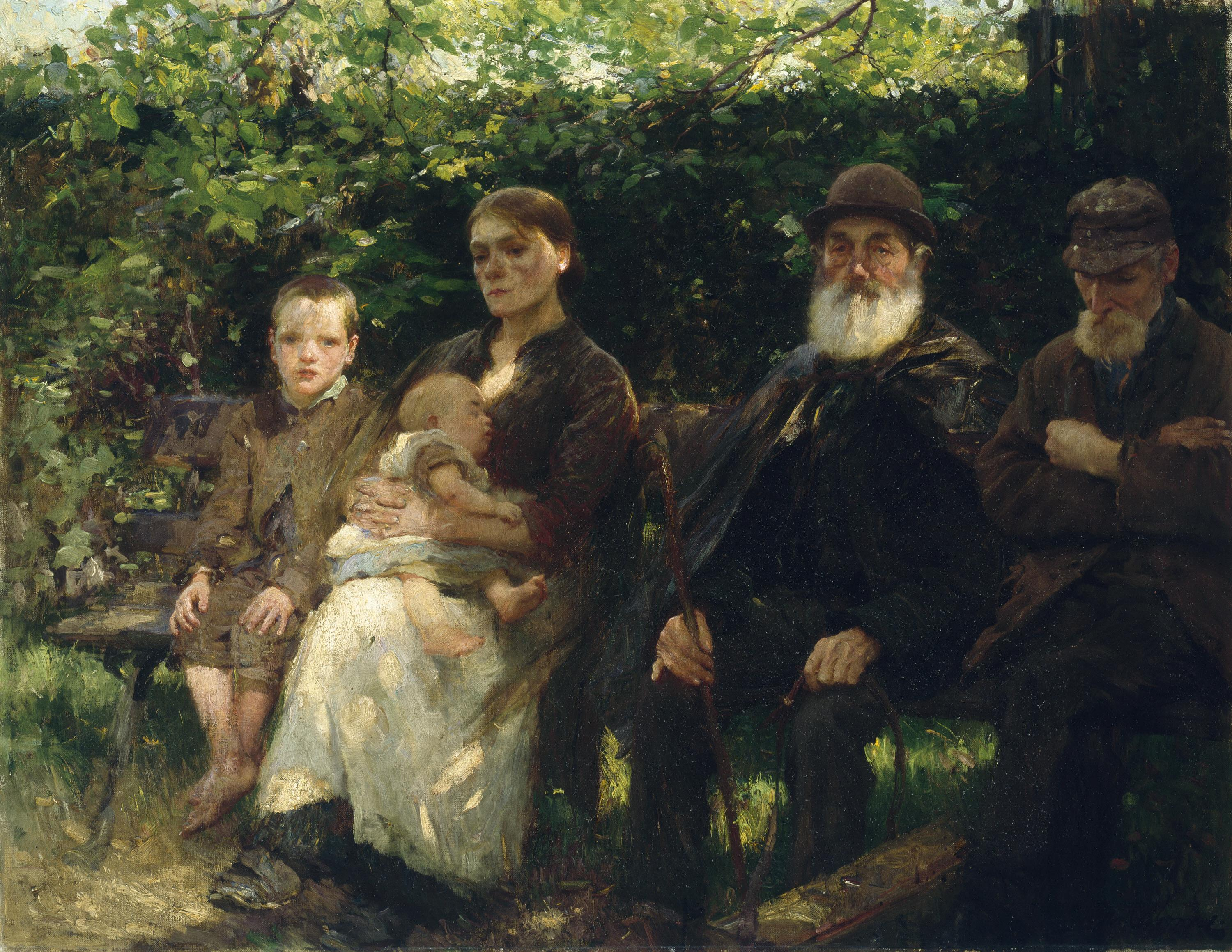
في حديقة دبلن، الضوء والظل بريشة الفنان والتر أورسبورن، 1895.

كان تطور الفنون المرئية في بدايات أيرلندا الحديثة بطيء الوتيرة بسبب الإضراب السياسي في البلاد، وقلة الزبائن من الحكومة، والكنائس، والأغنياء من أصحاب العقارات، ورجال الأعمال المهتمين بالفن. بدأ فن الرسم في أيرلندا بالتطور مع بداية القرن السابع عشر خصوصًا في مجالات رسم البورتريه وفن التصوير الطبيعي. بحث هؤلاء الفنانون خارج أيرلندا عن الإلهام، والتدريب، والعملاء القادرين على شراء القطع الفنية. على سبيل المثال، أنشأ الفنان والتر أوسبورن مرسمه المفتوح للرسم في الهواء الطلق في فرنسا، بينما درس السير وليام أوربين في لندن. على أي حال، ما يُسمى اليوم الكلية الوطنية للفنون والتصميم قائمة منذ تأسيسها عام 1746 باسم مدرسة دبلن للرسم. درس مؤسسها روبرت ويست الرسم والتلوين في الأكاديمية الفرنسية على يد كل من فرانسوا بوشيه وجان باتيست فان لو.
ساهمت النهضة الثقافية والفنانون المحليون بتطور أسلوب الفن الأيرلندي في النصف الثاني من القرن التاسع عشر. حثّ الاهتمام باللغة الأيرلندية والتاريخ الكلتي أيضًا على إحياء الفنون المرئية الأيرلندية. قد يكون السير جون لافيري المولود في بلفاست أشهر الرسامين في هذا العصر. تلقى تدربيه في غلازنو وفرنسا لكنه، على عكس أورفن، حافظ على علاقته الوثيقة ببلده الأم. في عام 1928، تولى رسم رمز Éire (اسم أيرلندا الرسمي) الذي أصبح الصورة المركزية على الأوراق النقدية لدولة أيرلندا الحرة. مثّلت لوحات أخرى المطالبة بالاستقلال، كلوحة بياتريس إلفري أيرلندا 1907 التي تمثل تاريخ الكاثولوكية الأيرلندية ودولة الجمهورية الأيرلندية الوليدة حديثًا.

### الفنانون
يشمل الفنانون الأيرلنديون الأوائل: غاريت مورفي، وروبرت كارفر، وجورج باريت الأب، وجيمس بيري، وهيو دوغلاس هاميلتون. يشمل الفنانون الانطباعيون الأيرلنديون رودريك أوكونور ووالتر أوسبورن، مع فناني تصوير طبيعي آخرين: أغسطس نيكولاس بيرك، وسوزانا دروري، وبول هنري، ونيك ميلر، وناثانيل هون الأصغر، وبات هاريس.
من النحّاتين الجديرين بالذكر جيروم كونور، وجون هنري فولي، وأوغسطس سان غودنز (وُلد في دبلن، لكنه هاجر إلى أمريكا بعمر ستة أشهر)، وماري ريدموند، وجون بيهان، وأوليفر شيبارد. من النحاتين المعاصرين إدوارد ديلاني، وراشيل جوينت، وروان غيليسبي. عمل كل من هاري كلارك، وسارة بورسير، وإيفي هون في أعمال الزجاج المعشق الملون.
يشمل رسامو البورتريه دانيال ماكليس، وجون لافيري، ووليام أوربين (كلاهما كان رسامًا خلال فترة الحرب العالمية الأولى)، وجون بتلر ييتس (والد جاك ووليام بتلر)، وهنري جونز ثاديوس، وناثانيل هون الأكبر.
بعيدًا عن فرانسيس بيكون الذي غادر أيرلندا في شبابه، فإنّ أشهر فنانًا أيرلنديًا في القرن العشرين هو جاك بتلر ييتس، شقيق الشاعر وليام، بأسلوب فردي مميز يصعب تصنيفه. كانت أعمال سين كيتنغ متوازنة ما بين الواقعية والخيالية وتطرح مواضيع عامة وسياسية في الدولة الناشئة.
بدأت الحداثة الأيرلندية مع الرسامة ميني جيليت والمشاركين معها في مجموعة الأيل الأبيض، ومعرض الفن الحي، ونورا ماكغينيس، ولويس لو بروكوي، وباتريك سكوت، وباتريك سويفت، وجون كينغيرلي. يشمل الفنانون من الحركة التعبيرية التجريدية توني أومالي، ونانو ريد، وباتريك كولينز.

### الفن المعاصر
من أشهر الفنانين الأحياء في أيرلندا برايان أو دورتي وهو مؤرخ في الفن ونحات وفنان مفاهيمي يقيم في مدينة نيويورك، وشون سكولي، رسام تجريدي يعيش ويعمل في مدينة نيويورك، ودوروثي كروس، نحات وصانع أفلام، وجيمس كولمان، فنان التركيب والفيديو، وروبرت بالاغ، وويلي دوهرتي، وشون هيلن الذين يعملون أيضًا في وسائل الإعلام الحديثة.
عَرضَ الفنانون الأيرلنديون المستقلون أعمالهم في معرض ديفيد هندريك، دبلن خلال السبعينيات وأوائل الثمانينيات. كان جو أوكونور، الرسام التصويري/ الديناميكي لأبطال الرياضة الأيقونيين أحد أعضائه الأصليين. وقد اتسع الاهتمام بجمع الفن الأيرلندي سريعًا مع التوسع الاقتصادي للبلاد، ومع التركيز بالمقام الأول على استثمار الفنانيين في أوائل القرن العشرين. لا يزال الدعم المقدم للفنانيين الأيرلندين الشباب ضئيلًا نسبيًا مقارنة بنظرائهم الأوروبيين، فقد كان تركيز مجالس الفنون منصبًا على تحسين البنية التحتية والمهنية في الأماكن.
أُقيم معرض بعنوان «فن الأمة» وقد احتفلت الأعمال الأيرلندية من البنك الأيرلندي المتحد ومجموعة معرض كراوفورد للفنون في الفترة من 13 إلى 31 مايو 2015 في معارض المراكز التجارية، والمركز التجاري في لندن، احتفلت بقصة الفن الأيرلندي من عام 1890 إلى يومنا هذا وشملت أعمالًا هامة من قبل الويسيوس أوكيلي والسيد وليام سكوت وشون سكولي وهيوي أودونوهيو.
- كيفن أبوش، جيرارد بيرن، دوروثي كروس، جيمس كولمان، أماندا كوغان، كولن ديفيدسون، جون دون، روس أكليس، فيرغوس فيهيلي، غاري فاريلي، رونان غوتي، جيمس هانلي، غوتفريد هيلنوين، شون هيلن، ماري فيتزجيرالد، ستيفن لولور، جون لونغ، بول ماكلوسكي، ميك أوديا، نيك ميلر، مايكل مولكاهي، راشر، بيتر ريتشاردز، آن ريجني، فيكتور سلون، بول سبرايت، صامويل والش، كونور والتون.

## اللوحات الجدارية
من وجهات نظر الموالين والجمهوريين على حد سواء، تملك أيرلندا الشمالية تقاليد بارزة من اللوحات الجدارية السياسية.

## وصلات خارجية
- مجلس الفنون الأيرلندي (بالإنجليزية)
- المعرض الوطني الأيرلندي (بالإنجليزية)
- مركز دراسة الفن الأيرلندي (بالإنجليزية)
- مكتبة الفنون المرئية الأيرلندية الوطنية (بالإنجليزية)
- المتحف الأيرلندي للفن الحديث (بالإنجليزية)